# Miguel Ángel Quevedo y Pérez
Miguel Ángel Quevedo y Pérez (c. 1885-1929) fue un periodista cubano, fundador de la revista Bohemia.

## Biografía
Casado con Margarita Lastra y padre de Rosa Margarita y Miguel Ángel Quevedo y de La Lastra, fue fundador de la revista Bohemia. Falleció a los cuarenta y cuatro años de edad en La Habana a mediados de noviembre de 1929 y fue enterrado en el cementerio de Colón.